# Orion Electric
Pour les articles homonymes, voir Orion.
 (mai 2025).
Si vous disposez d'ouvrages ou d'articles de référence ou si vous connaissez des sites web de qualité traitant du thème abordé ici, merci de compléter l'article en donnant les références utiles à sa vérifiabilité et en les liant à la section « Notes et références ».

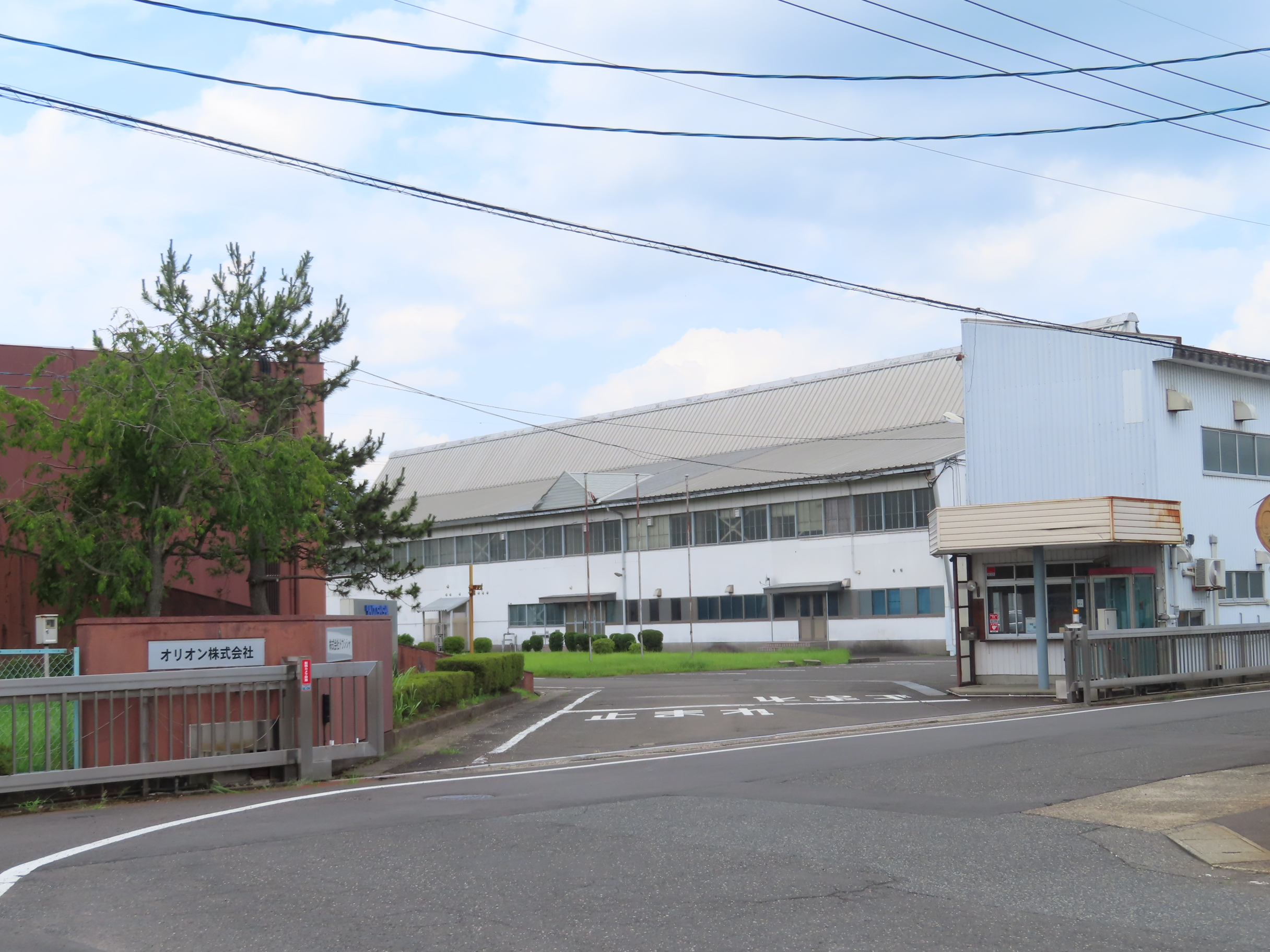
Siège d'Orion à Echizen

Orion Electric Co., Ltd. a été créée en 1958 à Osaka, Japon, et la société est actuellement basée dans la ville d'Echizen, préfecture de Fukui. Au départ, les produits fabriqués étaient des radios à transistor, des radio-cassette, des auto-radio, et des chaînes hi-fi.
En 1967, la compagnie s'installe dans la préfecture de Fukui au Japon, où elle a toujours son siège social aujourd'hui. En tant qu'un des plus grands sous-traitants mondiaux en matière de fabrication de télévisions et de produits vidéos, Orion produit plus de six millions de télévisions, douze millions de lecteurs DVD, magnétoscopes, et combos tous les ans.
Le groupe Orion emploie plus de 9 000 ouvriers. Il possède des usines et des bureaux sur les quatre continents incluant le Japon, la Thaïlande, le Royaume-Uni et les États-Unis. Ses usines de Thaïlande sont particulièrement fières d'être l'un des exportateurs majeurs de ce pays, et ont reçu pour cela un prix du gouvernement thaïlandais.
Au cours des années, Orion a augmenté sa capacité de production pour développer et produire des téléviseurs de toute taille (à tube, affichage à cristaux liquides, plasma), des combos TV/Magnétoscope, des caméscopes (format VHS-C), des lecteurs de DVD, ainsi que des combos DVD/Magnétoscope que ce soit pour Les États-Unis, l'Europe et l'Australie. Orion est le créateur du concept « televideo ».
Orion fabrique des produits pour onze des marques électroniques les plus importantes au monde. La société collabore depuis longtemps avec Broksonic, Durabrand, Mémorex et Sansui. Orion est aussi, depuis 2001, un fournisseur important pour Toshiba, fabriquant tous les tubes cathodiques, plasma, télévisions à affichage à cristaux liquides (classées 23" et au-dessous), et combos DVD/Magnétoscope pour cette marque ; fabriquant aussi (mais dans un volume inférieur) des télévisions LCD pour la marque Sharp, et des lecteurs DVD pour Onkyo et Pioneer. Orion est également partie-prenante dans sa branche nord-américaine (sous les marques ILO, Orion et Sansui), dont le siège se situe à Olney, dans l'Illinois. Jusqu'en 2001, Orion était aussi le fournisseur exclusif pour Wal-Mart des télévisions et magnétoscopes à bas prix, vendus sous les différentes marques du groupe.